# 6130 Hutton
6130 Hutton este un asteroid care intersectează orbita planetei Marte.

## Descriere
6130 Hutton este un asteroid care intersectează orbita planetei Marte. Asteroidul prezintă o orbită caracterizată de o semiaxă mare de 2,97 ua, o excentricitate de 0,54 și o înclinație de 23,7° în raport cu ecliptica.